# هان سيونج سو
هان سيونج سو (ولد في 28 ديسمبر 1936) هو سياسي ودبلوماسي كوري جنوبي ورئيس وزراء كوريا الجنوبية من 29 فبراير 2008 حتى 28 سبتمبر 2009 والرئيس 56 للجمعية العامة للأمم المتحدة عام 2001.